# Внутри башен-близнецов
«Внутри башен-близнецов» (англ. Inside The Twin Towers), или «11 сентября: Башни-близнецы» (англ. 9/11: The Twin Towers) — телевизионный документальный фильм о событиях 11 сентября 2001 года. В фильме используются реконструкции и компьютерные изображения для поминутного рассказа о том, что происходило внутри Всемирного торгового центра глазами тех людей, кто был там.
В Соединенных Штатах премьера фильма состоялась 3 сентября 2006 года на телеканале Discovery, в Великобритании фильм был показан 7 сентября 2006 года на BBC One. В России фильм подготовлен к показу и озвучен телекомпанией Первый канал.

## О фильме
Сценарий фильма основан на интервью, записях и расшифровках переговоров. Все события воссозданы при помощи непосредственных участников.
Рассказ  начинается с момента, когда рейс 11 American Airlines 11 сентября 2001 года врезался в Северную башню торгового центра, и до последствий обрушения обеих Башен-близнецов.
Изложение ведётся от лица нескольких рабочих Всемирного торгового центра и спасателей. Часть из них не только сами спаслись, но и помогли вывести или вынести десятки пострадавших. Кто-то оказался запертым на верхних этажах и, несмотря на все усилия, не смог вырваться из огненной ловушки. Пожарные вынуждены были действовать в нестандартной ситуации и принимать нестандартные решения.

## Награды
Фильм получил в 2007 году премию Британской академии телевидения за «фактический звук», а также был номинирован за монтаж, но не выиграл. 
Он также был номинирован на премию «Эмми» 2007 года за лучший фильм, сделанный для телевидения.